# Eric Brusewitz
Eric Cornelius Brusewitz, född den 1 december 1844 i Kalvs prästgård, död den 23 juni 1919 i Sjötorp i Lyrestads församling, var en svensk sjömilitär. Han var kusin till Emil Brusewitz, kusins son till Gustaf och Fredrik Brusewitz samt dotterson till Cornelius Rahmn.
Brusewitz antogs 1861 till kadett på Karlberg, utnämndes 1867 till underlöjtnant vid flottan och deltog bland annat i fregatten Vanadis expedition till Brasilien och Västindien 1867–1868 och kanonbåten Ingegerds till Grönland och Newfoundland 1872 samt, efter att 1875 ha befordrats till löjtnant, i korvetten Balders expedition till Västindien 1875–1876. Som sekond på Vega blev han en av den 1878–1880 lyckligt fullbordade nordostpassagens män. Han befordrades 1883 till kapten och var 1890-92 äldste instruktionsofficer i exercisskolan i Karlskrona samt utnämndes 1892 till kommendörkapten av 2:a och 1896 till kommendörkapten av 1:a graden. Han beviljades avsked med pension 1902. Brusewitz  invaldes som ledamot av Örlogsmannasällskapet 1880. Han blev riddare av Vasaorden 1880 och av Svärdsorden 1887.